# Emelőrúd
Az emelőrúd vagy régiesen emeltyű az emelő elvén működő, egyik végén ékszerűen kiképzett fa vagy fém szerszám, amellyel a megmozgatandó teher odébbmozdítható, vagy annyira megemelhető, hogy aztán a biztosabb megtámasztást eredményező emelőbakot, illetve a további szállítást segítő kötelet vagy görgőt aláhelyezzék. Kissé meghajlított végét a teher alá csúsztatják vagy ékelik, majd az emelőrúd felső végét a talaj felé nyomva emelik meg a tárgyat.
Továbbfejlesztett, az ipari termelésben és a logisztikában anyagmozgatásra használt változata a görgős emelőrúd, amelynek teherbírása az 1,5 tonnát is elérheti. Ennek emelőtagja egy lapátszerűen kialakított, meghajlított végű (ún. körmös), 10–20 centiméteres fémlap, amelyet a megmozdítandó teher alá ékelnek. Az emelőtaghoz csatlakozó, 1,5 méteres billentőkarral lehet a terhet kézi erővel megemelni. Az emelőelem és a billentőkar csatlakozásánál található görgős tengelynek köszönhetően a megemelt áru sima padlózaton rövid távolságokra szállítható. A teher lecsúszását az emelőtag érdes, recézett felülete akadályozza meg.
Működési elvét és szerkezeti kialakítását tekintve az emelőrúddal rokon, de eltérő funkciójú kézi szerszám a feszítőrúd (feszítővas, pajszer) és a szöghúzó. Mindemellett az emelőrúd ipari berendezések beépített gépeleme is lehet.